# Монталя-і-Мартінет
Монталя́-і-Мартіне́т (кат. Montellà i Martinet, вимова літературною каталанською [montə'ʎa i məɾti'nεt]) - муніципалітет, розташований в Автономній області Каталонія, в Іспанії. Код муніципалітету за номенклатурою Інституту статистики Каталонії - 251399. Знаходиться у районі (кумарці) Башя-Сарданья (коди району - 15 та CD) провінції Льєйда, згідно з новою адміністративною реформою перебуватиме у складі баґарії (округи) Ал-Пірінеу і Баль-д'Аран. 

## Назва муніципалітету
Назва муніципалітету походить від лат. Montinius - власного чоловічого імені та від кат. Martí - так само власного чоловічого імені.

## Населення
Населення міста (у 2007 р.) становить 629 осіб (з них менше 14 років - 11,8%, від 15 до 64 - 66,1%, понад 65 років - 22,1%). У 2006 р. народжуваність склала 5 осіб, смертність - 3 особи, зареєстровано 1 шлюб. У 2001 р. активне населення становило 226 осіб, з них безробітних - 10 осіб.

Серед осіб, які проживали на території міста у 2001 р., 426 народилися в Каталонії (з них 192 особи у тому самому районі, або кумарці), 73 особи приїхали з інших областей Іспанії, а 30 осіб приїхало з-за кордону. 

Вищу освіту має 9,8% усього населення. 

У 2001 р. нараховувалося 220 домогосподарств (з них 35,5% складалися з однієї особи, 25,5% з двох осіб,18,6% з 3 осіб, 11,4% з 4 осіб, 5,5% з 5 осіб, 2,7% з 6 осіб, 0,5% з 7 осіб, 0,5% з 8 осіб і 0,0% з 9 і більше осіб).

Активне населення міста у 2001 р. працювало у таких сферах діяльності : у сільському господарстві - 12,5%, у промисловості - 11,6%, на будівництві - 17,1% і у сфері обслуговування - 58,8%. 

 У муніципалітеті або у власному районі (кумарці) працює 152 особи, поза районом - 94 особи.

### Безробіття
У 2007 р. нараховувалося 10 безробітних (у 2006 р. - 10 безробітних), з них чоловіки становили 50,0%, а жінки - 50,0%.

## Економіка

### Підприємства міста

#### Промислові підприємства
| \| Промислові підприємства міста, за сферою діяльності \| Промислові підприємства міста, за сферою діяльності \| Промислові підприємства міста, за сферою діяльності \| \| Рік \| 2002 р. \| 2001 р. \| \| --------------------------------------------------- \| --------------------------------------------------- \| --------------------------------------------------- \| \| Енергетичні та водні ресурси \| 25,0% \| 0,0% \| \| Хімія та метали \| 0,0% \| 0,0% \| \| Переробка металів \| 25,0% \| 50,0% \| \| Продукти харчування \| 0,0% \| 0,0% \| \| Текстиль \| 0,0% \| 0,0% \| \| Виробництво меблів, видання \| 50,0% \| 50,0% \| \| Інше \| 0,0% \| 0,0% \| \| Усього підприємств \| 4 \| 2 \| |         |         |
| Промислові підприємства міста, за сферою діяльності |         |         |
| Рік | 2002 р. | 2001 р. |
| Енергетичні та водні ресурси | 25,0%   | 0,0%    |
| Хімія та метали | 0,0%    | 0,0%    |
| Переробка металів | 25,0%   | 50,0%   |
| Продукти харчування | 0,0%    | 0,0%    |
| Текстиль | 0,0%    | 0,0%    |
| Виробництво меблів, видання | 50,0%   | 50,0%   |
| Інше | 0,0%    | 0,0%    |
| Усього підприємств | 4       | 2       |

#### Роздрібна торгівля
| \| Підприємства роздрібної торгівлі міста, за сферою діяльності \| Підприємства роздрібної торгівлі міста, за сферою діяльності \| Підприємства роздрібної торгівлі міста, за сферою діяльності \| \| Рік \| 2002 р. \| 2001 р. \| \| ------------------------------------------------------------ \| ------------------------------------------------------------ \| ------------------------------------------------------------ \| \| Продукти харчування \| 60,0% \| 62,5% \| \| Одяг та взуття \| 0,0% \| 6,2% \| \| Товари для дому \| 6,7% \| 6,2% \| \| Книги та періодичні видання \| 0,0% \| 0,0% \| \| Промислова хімічна продукція \| 6,7% \| 6,2% \| \| Продукція, пов'язана з транспортними засобами \| 0,0% \| 0,0% \| \| Інше \| 26,7% \| 18,8% \| \| Усього підприємств \| 15 \| 16 \| |         |         |
| Підприємства роздрібної торгівлі міста, за сферою діяльності |         |         |
| Рік | 2002 р. | 2001 р. |
| Продукти харчування | 60,0%   | 62,5%   |
| Одяг та взуття | 0,0%    | 6,2%    |
| Товари для дому | 6,7%    | 6,2%    |
| Книги та періодичні видання | 0,0%    | 0,0%    |
| Промислова хімічна продукція | 6,7%    | 6,2%    |
| Продукція, пов'язана з транспортними засобами | 0,0%    | 0,0%    |
| Інше | 26,7%   | 18,8%   |
| Усього підприємств | 15      | 16      |

#### Сфера послуг
| \| Підприємства міста, що працюють у сфері послуг, за діяльністю \| Підприємства міста, що працюють у сфері послуг, за діяльністю \| Підприємства міста, що працюють у сфері послуг, за діяльністю \| \| Рік \| 2002 р. \| 2001 р. \| \| ------------------------------------------------------------- \| ------------------------------------------------------------- \| ------------------------------------------------------------- \| \| Гуртова торгівля \| 3,8% \| 3,7% \| \| Готелі та готельний бізнес \| 50,0% \| 48,1% \| \| Транспорт та зв'язок \| 23,1% \| 18,5% \| \| Посередницькі фінансові послуги \| 3,8% \| 3,7% \| \| Послуги підприємствам \| 3,8% \| 3,7% \| \| Послуги фізичним особам \| 7,7% \| 11,1% \| \| Нерухомість та ін. \| 7,7% \| 11,1% \| \| Усього підприємств \| 26 \| 27 \| |         |         |
| Підприємства міста, що працюють у сфері послуг, за діяльністю |         |         |
| Рік | 2002 р. | 2001 р. |
| Гуртова торгівля | 3,8%    | 3,7%    |
| Готелі та готельний бізнес | 50,0%   | 48,1%   |
| Транспорт та зв'язок | 23,1%   | 18,5%   |
| Посередницькі фінансові послуги | 3,8%    | 3,7%    |
| Послуги підприємствам | 3,8%    | 3,7%    |
| Послуги фізичним особам | 7,7%    | 11,1%   |
| Нерухомість та ін. | 7,7%    | 11,1%   |
| Усього підприємств | 26      | 27      |

## Житловий фонд
У 2001 р. 7,3% усіх родин (домогосподарств) мали житло метражем до 59 м2, 40,5% - від 60 до 89 м2, 36,4% - від 90 до 119 м2 і
15,9% - понад 120 м2.

З усіх будівель у 2001 р. 31,6% було одноповерховими, 45,9% - двоповерховими, 18,0
% - триповерховими, 3,8% - чотириповерховими, 0,6% - п'ятиповерховими, 0,0% - шестиповерховими,
0,0% - семиповерховими, 0,0% - з вісьмома та більше поверхами.

## Автопарк
| \| Автомобілі, зареєстровані у місті, за призначенням \| Автомобілі, зареєстровані у місті, за призначенням \| Автомобілі, зареєстровані у місті, за призначенням \| \| Рік \| 2006 р. \| 2005 р. \| \| -------------------------------------------------- \| -------------------------------------------------- \| -------------------------------------------------- \| \| Приватні автомобілі \| 57,1% \| 58,1% \| \| Мотоцикли \| 11,8% \| 11,6% \| \| Вантажівки \| 25,3% \| 25,3% \| \| Трактори \| 0,5% \| 0,6% \| \| Автобуси та ін. \| 5,2% \| 4,4% \| \| Усього автомобілів \| 576 шт. \| 542 шт. \| |         |         |
| Автомобілі, зареєстровані у місті, за призначенням |         |         |
| Рік | 2006 р. | 2005 р. |
| Приватні автомобілі | 57,1%   | 58,1%   |
| Мотоцикли | 11,8%   | 11,6%   |
| Вантажівки | 25,3%   | 25,3%   |
| Трактори | 0,5%    | 0,6%    |
| Автобуси та ін. | 5,2%    | 4,4%    |
| Усього автомобілів | 576 шт. | 542 шт. |

## Вживання каталанської мови
У 2001 р. каталанську мову у місті розуміли 99,2% усього населення (у 1996 р. - 99,8%), вміли говорити нею 92,3% (у 1996 р. - 
86,8%), вміли читати 87,5% (у 1996 р. - 85,0%), вміли писати 58,7
% (у 1996 р. - 45,7%). Не розуміли каталанської мови 0,8%.

## Політичні уподобання
У виборах до Парламенту Каталонії у 2006 р. взяло участь 293 особи (у 2003 р. - 313 осіб). Голоси за політичні сили розподілилися таким чином:
| \| Вибори до Парламенту Каталонії \| Вибори до Парламенту Каталонії \| Вибори до Парламенту Каталонії \| \| Рік \| 2006 р. \| 2003 р. \| \| -------------------------------------- \| ------------------------------ \| ------------------------------ \| \| Конвергенція та Єднання (CiU) \| 48,1% \| 48,6% \| \| Соціалістична партія Каталонії (PSC) \| 15,0% \| 16,0% \| \| Народна партія (PP) \| 3,4% \| 4,8% \| \| Ініціатива за Каталонію — Зелені (ICV) \| 8,9% \| 3,8% \| \| Республіканська лівиця Каталонії (ERC) \| 22,5% \| 26,8% \| \| Громадяни — Громадянська партія (C's) \| 0,0% \| 0,0% \| \| Інші \| 2,0% \| 0,0% \| |         |         |
| Вибори до Парламенту Каталонії |         |         |
| Рік | 2006 р. | 2003 р. |
| Конвергенція та Єднання (CiU) | 48,1%   | 48,6%   |
| Соціалістична партія Каталонії (PSC) | 15,0%   | 16,0%   |
| Народна партія (PP) | 3,4%    | 4,8%    |
| Ініціатива за Каталонію — Зелені (ICV) | 8,9%    | 3,8%    |
| Республіканська лівиця Каталонії (ERC) | 22,5%   | 26,8%   |
| Громадяни — Громадянська партія (C's) | 0,0%    | 0,0%    |
| Інші | 2,0%    | 0,0%    |

У муніципальних виборах у 2007 р. взяло участь 377 осіб (у 2003 р. - 239 осіб). Голоси за політичні сили розподілилися таким чином:
| \| Муніципальні вибори \| Муніципальні вибори \| Муніципальні вибори \| \| Рік \| 2007 р. \| 2003 р. \| \| -------------------------------------- \| ------------------- \| ------------------- \| \| Конвергенція та Єднання (CiU) \| 28,1% \| 100,0% \| \| Соціалістична партія Каталонії (PSC) \| 0,0% \| 0,0% \| \| Народна партія (PP) \| 0,0% \| 0,0% \| \| Ініціатива за Каталонію — Зелені (ICV) \| 0,0% \| 0,0% \| \| Республіканська лівиця Каталонії (ERC) \| 71,9% \| 0,0% \| \| Громадяни — Громадянська партія (C's) \| 0% \| 0% \| \| Інші \| 0,0% \| 0,0% \| |         |         |
| Муніципальні вибори |         |         |
| Рік | 2007 р. | 2003 р. |
| Конвергенція та Єднання (CiU) | 28,1%   | 100,0%  |
| Соціалістична партія Каталонії (PSC) | 0,0%    | 0,0%    |
| Народна партія (PP) | 0,0%    | 0,0%    |
| Ініціатива за Каталонію — Зелені (ICV) | 0,0%    | 0,0%    |
| Республіканська лівиця Каталонії (ERC) | 71,9%   | 0,0%    |
| Громадяни — Громадянська партія (C's) | 0%      | 0%      |
| Інші | 0,0%    | 0,0%    |